# Lachnophorus elegantulus
Lachnophorus elegantulus is een keversoort uit de familie van de loopkevers (Carabidae). De wetenschappelijke naam van de soort is voor het eerst geldig gepubliceerd in 1843 door Carl Gustaf Mannerheim.